# Мало Накло
Мало Накло (словен. Malo Naklo) је насељено место у општини Накло, Горењска регија, Словенија.

## Историја
До територијалне реорганизације у Словенији било је у саставу старе општине Крањ.

## Становништво
У попису становништва из 2011. године, Мало Накло је имало 19 становника.
| Број становника према пописима | Број становника према пописима | Број становника према пописима |
| ------------------------------ | ------------------------------ | ------------------------------ |
| 1991                           | 2002                           | 2011                           |
| 17                             | 16                             | 19                             |

Напомена: Године 1984. умањено за део насеља који је припојен насељу Цегелница.